# Muricella
Genre
Muricella est un genre de coraux octocoralliaires de la famille des Acanthogorgiidae.
En raison de leur couleur et de leur forme, plusieurs espèces sont connues sous le nom de « corail chewing-gum », et hébergent souvent l'hippocampe symbiotique Hippocampus bargibanti. 

## Liste des espèces
Selon World Register of Marine Species (17 mai 2016) :
- Muricella abnormalis Nutting, 1912
- Muricella argentea (Nutting, 1910)
- Muricella aruensis Kükenthal, 1919
- Muricella bengalensis Thomson & Henderson, 1906
- Muricella brunnea Kükenthal, 1924
- Muricella complanata Wright & Studer, 1889
- Muricella crassa Wright & Studer, 1889
- Muricella decipiens Kükenthal, 1924
- Muricella dentata (Nutting, 1910)
- Muricella dubia Nutting, 1910
- Muricella englemani Bayer, 1949
- Muricella erythraea Kükenthal, 1913
- Muricella exilis Tixier-Durivault, 1972
- Muricella flexilis Hiles, 1899
- Muricella flexuosa (Verrill, 1865)
- Muricella gracilis Wright & Studer, 1889
- Muricella grandis Nutting, 1910
- Muricella magna Utinomi, 1961
- Muricella megaspina Hargitt & Rogers, 1901
- Muricella nitida (Verrill, 1868)
- Muricella operculata (Nutting, 1910)
- Muricella paraplectana Grasshoff, 1999
- Muricella perramosa Ridley, 1882
- Muricella plectana Grasshoff, 1999
- Muricella ramosa Thomson & Henderson, 1905
- Muricella reticulata (Nutting, 1910)
- Muricella robusta Thomson & Simpson, 1909
- Muricella rosea (Nutting, 1910)
- Muricella rubra Thomson, 1905
- Muricella sayad Grasshoff, 2000
- Muricella stellata Nutting, 1910
- Muricella tenera Ridley, 1884
- Muricella tuberculata (Esper, 1791)
- Muricella umbraticoides (Studer, 1878)
- Muricella vasseuri Tixier-Durivault, 1972